# Diocesi di Assis
La diocesi di Assis (in latino Dioecesis Assisensis) è una sede della Chiesa cattolica in Brasile suffraganea dell'arcidiocesi di Botucatu. Nel 2023 contava 207.000 battezzati su 320.000 abitanti. È retta dal vescovo Argemiro de Azevedo, C.M.F.

## Territorio
La diocesi comprende 18 comuni nella parte sud-occidentale dello stato brasiliano di San Paolo: Assis, Borá, Cândido Mota, Cruzália, Echaporã, Florínea, Iepê, João Ramalho, Lutécia, Maracaí, Oscar Bressane, Palmital, Paraguaçu Paulista, Pedrinhas Paulista, Platina, Quatá, Rancharia e Tarumã.
Sede vescovile è la città di Assis, dove si trova la cattedrale del Sacro Cuore di Gesù. Nella stessa città sorge anche la basilica minore di San Vincenzo de Paoli.
Il territorio si estende su una superficie di 9.165 km² ed è suddiviso in 28 parrocchie, raggruppate in 4 regioni pastorali.

## Storia
La diocesi è stata eretta il 30 novembre 1928 con la bolla Sollicitudo universalis di papa Pio XI, ricavandone il territorio dalla diocesi di Botucatu (oggi arcidiocesi).
Il 4 settembre 1954, con la lettera apostolica In gravi saeculo, papa Pio XII ha proclamato San Francesco d'Assisi patrono principale della diocesi.
Originariamente suffraganea dell'arcidiocesi di San Paolo, il 19 aprile 1958 è entrata a far parte della provincia ecclesiastica dell'arcidiocesi di Botucatu.
Il 16 gennaio 1960 ha ceduto porzioni del suo territorio a vantaggio dell'erezione della diocesi di Presidente Prudente. L'11 aprile 1983 in forza del decreto Concrediti gregis della Congregazione per i vescovi ha ceduto alla stessa diocesi anche il comune di Martinópolis.
Il 30 dicembre 1998 ha ceduto altre porzioni del suo territorio a vantaggio dell'erezione della diocesi di Ourinhos.

## Cronotassi dei vescovi
Si omettono i periodi di sede vacante non superiori ai 2 anni o non storicamente accertati.
- Antônio José dos Santos, C.M. † (22 novembre 1929 - 1º febbraio 1956 deceduto)
- José Lázaro Neves, C.M. † (1º febbraio 1956 succeduto - 20 luglio 1977 ritirato)
- Antônio de Souza, C.S.S. (20 luglio 1977 succeduto - 27 ottobre 2004 ritirato)
- Maurício Grotto de Camargo (27 ottobre 2004 succeduto - 19 novembre 2008 nominato arcivescovo di Botucatu)
- José Benedito Simão † (24 giugno 2009 - 27 novembre 2015 deceduto)
- Argemiro de Azevedo, C.M.F., dal 14 dicembre 2016

## Statistiche
La diocesi nel 2023 su una popolazione di 320.000 persone contava 207.000 battezzati, corrispondenti al 64,7% del totale.
| anno | popolazione | popolazione | popolazione | presbiteri | presbiteri | presbiteri | presbiteri                | diaconi | religiosi | religiosi | parrocchie |
| anno | battezzati  | totale      | %           | numero     | secolari   | regolari   | battezzati per presbitero | diaconi | uomini    | donne     | parrocchie |
| ---- | ----------- | ----------- | ----------- | ---------- | ---------- | ---------- | ------------------------- | ------- | --------- | --------- | ---------- |
| 1950 | 600.000     | 630.000     | 95,2        | 39         | 15         | 24         | 15.384                    |         | 10        | 52        | 33         |
| 1959 | 600.000     | 630.000     | 95,2        | 61         | 16         | 45         | 9.836                     |         | 45        | 88        | 38         |
| 1966 | 320.000     | 350.000     | 91,4        | 43         | 10         | 33         | 7.441                     |         | 21        | 74        | 23         |
| 1970 | 270.000     | 300.000     | 90,0        | 43         | 10         | 33         | 6.279                     |         | 37        | 97        | 27         |
| 1976 | 270.000     | 320.000     | 84,4        | 37         | 13         | 24         | 7.297                     |         | 30        | 75        | 33         |
| 1977 | 250.000     | 349.000     | 71,6        | 38         | 13         | 25         | 6.578                     |         | 28        | 72        | 31         |
| 1990 | 395.000     | 440.000     | 89,8        | 34         | 18         | 16         | 11.617                    |         | 16        | 76        | 32         |
| 1999 | 230.000     | 300.000     | 76,7        | 53         | 31         | 22         | 4.339                     |         | 44        | 98        | 31         |
| 2000 | 230.071     | 279.699     | 82,3        | 39         | 26         | 13         | 5.899                     |         | 13        | 54        | 25         |
| 2001 | 215.000     | 279.699     | 76,9        | 51         | 38         | 13         | 4.215                     |         | 24        | 51        | 25         |
| 2002 | 223.000     | 289.194     | 77,1        | 37         | 24         | 13         | 6.027                     |         | 24        | 51        | 25         |
| 2003 | 223.000     | 262.513     | 84,9        | 43         | 28         | 15         | 5.186                     |         | 26        | 31        | 25         |
| 2004 | 245.000     | 289.194     | 84,7        | 40         | 24         | 16         | 6.125                     |         | 27        | 39        | 25         |
| 2006 | 252.000     | 296.000     | 85,1        | 33         | 19         | 14         | 7.636                     |         | 27        | 36        | 25         |
| 2012 | 267.000     | 314.000     | 85,0        | 45         | 35         | 10         | 5.933                     |         | 21        | 23        | 25         |
| 2015 | 273.000     | 311.000     | 87,8        | 43         | 34         | 9          | 6.348                     |         | 9         | 26        | 26         |
| 2018 | 275.100     | 313.401     | 87,8        | 47         | 35         | 12         | 5.853                     |         | 12        | 21        | 26         |
| 2020 | 278.000     | 316.800     | 87,8        | 42         | 32         | 10         | 6.619                     |         | 11        | 29        | 28         |
| 2022 | 205.522     | 318.640     | 64,5        | 47         | 36         | 11         | 4.372                     |         | 12        | 21        | 28         |
| 2023 | 207.000     | 320.000     | 64,7        | 46         | 36         | 10         | 4.500                     |         | 11        | 22        | 28         |